# Liste des stations de radio au Togo
Cet article recense les stations de radios bénéficiant au Togo d'au moins une fréquence FM et ayant obtenu une autorisation de diffusion de la part de la haute autorité de l'audiovisuel et de la communication,,,,,.

## Liste des stations de radio

### Radios publiques (État)
- Radio Lomé
- Radio Kara

### Radios rurales (Etat)
- Radio rurale fraternité « NOVISSI »
- Radio rurale KEKELI
- Radio rurale Motel de Pagouda
- Radio rurale Dapaong

### Radios privées
- Radio Taxi Fm
- Radio Maria Togo
- RDT Radio
- Zephyr FM
- Hit Radio Togo
- Nana FM
- Radio Togolaise
- City FM
- RFI Afrique
- Radio la grâce FM
- Kanal FM
- Radio Gameli